# Чепурна Наталія Миколаївна
Чепурна́ Наталія Миколаївна (18 липня 1952, місто Вовчанськ) — українська вчена , ректор Черкаського обласного інституту післядипломної освіти педагогічних працівників, кандидат педагогічних наук/доктор філософії (2006), доцент (2007), Заслужений працівник освіти України (2004).

## Біографія
Народилась Наталія Миколаївна Терехова 18 липня 1952 року у місті Вовчанську Харківської області. Батько був військовим, тому родина часто змінювала місце проживання.
1974 року закінчила Кам'янець-Подільський державний педагогічний інститут за спеціальністю учитель російської мови та літератури.

### Трудова діяльність
Свою трудову діяльність Наталія Миколаївна розпочала вихователем групи продовженого дня середньої школи № 21 міста Хмельницький одразу по закінченню інституту. Школа працювала лише 2 роки, тому колектив був в основному молодий та працьовитий. Це допомогло закріпитись як педагог та легко продовжити педагогічну ниву і надалі. 1976 року почала працювати учителем російської мови та літератури у середній школі № 12 міста Хмельницький.
1980 рік став для Наталії Миколаївни визначним, адже з цього року вона почала свій трудовий шлях як керівник. Спочатку вона займала посаду заступника директора з виховної роботи середньої школи № 17 міста Хмельницький, потім з 1988 року — посаду заступника директора з виховної роботи середньої школи № 8 міста Черкаси. У період з 1990 по 1994 роки Наталія Миколаївна вже займала посаду директора середньої школи № 6 міста Черкаси.

### На посаді ректора інституту
1994 року Наталія Чепурна очолила Черкаський обласний інститут післядипломної освіти педагогічних працівників, яким вона керує і дотепер. Цього ж року вона закінчила Міжнародну академію управління персоналом. Як керівник, має високу науково-теоретичну підготовку, роботу спрямовує на забезпечення неперервності підвищення кваліфікації педагогічних працівників Черкащини, зростання їхньої професійної майстерності. Домоглася створення в області чіткої системи підвищення кваліфікації педагогічних кадрів, запровадження різних її форм: курси на базі інституту, дистанційне навчання, виїзні курси та тренінги, семінарські заняття. Свою методичну роботу організовує на принципах гуманізації та психологізації, науковості та компетентності. Їй притаманні педагогічний хист, ініціативність, висока кваліфікація та оперативність.
Наталія Чепурна є ініціатором проведення низки Всеукраїнських науково-практичних конференцій та семінарів, Міжнародних семінарів, обласних курсів підвищення кваліфікації учителів. За її ініціативи розроблена модель профілізації старшої школи, запроваджено щорічну обласну педагогічну виставку «Освіта Черкащини», журнал «Педагогічний вісник». З метою підготовки педагогів області до активного впровадження STEM-освіти за ініціативи Наталії Миколаївни на базі інституту розпочав функціонування перший в Україні навчально-тренінговий центр STEM-освіти, оснащений на рівні сучасних вимог. На сьогодні це 2 кабінети робототехніки (центр Lego-education та тренінговий центр), а також ресурсний центр та навчально-тренінгова аудиторія. Під час участі у тренінгах та практикумах педагоги області опановують спеціалізовані цифрові вимірювальні комплекси з фізики, хімії та біології, адаптовані під якісно нові можливості навчання.
У 2018-2019 навчальному році в інституті створено навчально-тренінговий центр Нової української початкової школи і на сьогодні навчальний заклад є основним виконавцем підготовки педагогічних працівників Черкаської області з реалізації концепції Нової української школи та Державного стандарту початкової освіти. Як ректор, забезпечує плідну співпрацю з науковими інститутами Національної академії педагогічних наук України, завдяки якій налагоджено змістовну й результативну дослідно-експериментальну роботу 126 експериментальних закладів освіти області, запровадила Різдвяні педагогічні зустрічі, присвячені популяризації творчої спадщини Олександра Захаренка.
У рамках міжнародної співпраці інститут започаткував проведення Міжнародного фестивалю педагогічних інновацій. Упродовж 11 років у міжнародному форумі брали участь педагоги та вчені з таких країн, як Польща, Сполучені Штати Америки, Болгарія, Грузія, Латвія, Литва, Південна Корея, Білорусь, Казахстан, Молдова та інших держав.

## Наукова діяльність
Наталія Миколаївна є автором понад 60 публікацій, 12 методичних рекомендацій та співавтором 5 методичних посібників:
- Чепурна Н. М. Нові підходи до підвищення кваліфікації педагогічних працівників засобами інформаційних технологій / Наталія Миколаївна Чепурна // Післядипломна освіта в Україні. — 2006. — № 2. — С. 52-53.
- Чепурна Н. М. Роль кафедр інституту у підвищенні фахової майстерності педагогічних працівників (Черкаський обласний інститут післядипломної освіти педагогічних працівників) / Наталія Миколаївна Чепурна // Післядипломна освіта в Україні. — 2006.- № 1.- С.94-99.
- Чепурна Н. М. Впровадження у практику досягнень науки та передового педагогічного досвіду / Наталія Миколаївна Чепурна // Школа. — 2007. — № 1. — С. 6-12.
- Чепурна Н. М. Використання ІКТ у системі підвищення кваліфікації педагогічних працівників області / Наталія Миколаївна Чепурна // Післядипломна освіта в Україні. — 2008. — № 2. — С.33-37.
- Чепурна Н. М. Інформатизація регіональної колекції цифрових освітянських ресурсів / Наталія Миколаївна Чепурна //Комп'ютер у школі та сім'ї.–2007.–№ 5.– с.3-6.
- Чепурна Н. М. Система підготовки педагогічних кадрів з методики оцінювання якості освіти / Наталія Миколаївна Чепурна // Школа. — 2011.- № 8. — С.51-54.
- Чепурна Н. М. Шляхи впровадження Базової програми / Наталія Миколаївна Чепурна // Дошкільне виховання.-2009. — № 6. — С.4-6.
- Чепурна Н. М. Висвітлення ролі директора школи у розвитку педагогічного колективу у працях В. О. Сухомлинського та О. А. Захаренка / Наталія Миколаївна Чепурна // Вісник Черкаського університету. — 2010. — Серія «Педагогічні науки». — Спецвипуск, частина 2. — С.143 — 147.
- Кваліфікаційні вимоги до професійної діяльності педагогічних працівників. Аналітичний звіт за результатами дослідження з освітньої політики. Кн.1, кн..2 / Під загальною редакцією Г. В. Єльникової. — Київ — Черкаси, 2012. — Кн.1- 128с.; кн..2 — 96с. (Чепурна Н. М. — співавтор колективного посібника з грифом МОН України).
- Чепурна Н. М. Соціокультурний простір школи О. А. Захаренка як потенціал інноваційних освітніх змін / Наталія Миколаївна Чепурна // Вісник Черкаського університету. — Серія «Педагогічні науки». — 2012. — Випуск 6 (219). –С.137 — 140.
- Чепурна, Н. М. Пріоритетні завдання методичного супроводу підвищення ефективності регіональної системи освіти / Н. М. Чепурна // Педагогічний вісник . — 2013. — № 3. — С. 7-9.
- Чепурна, Н. М. Особливості реалізації державної освітньої політики у 2014—2015 навчальному році / Н. М. Чепурна // Педагогічний вісник . — 2014. — № 3. — С. 2-4.
- Чепурна, Н. М. Шануймо спадщину великого Кобзаря / Н. М. Чепурна // Педагогічний вісник . — 2015. — № 2. — С. 2-3.
- Практикум проведення тренінгів з європейської інтеграції (Тренінг «Занурення в ЄС: тренінг для шкільних вчителів») / за ред. В. І. Чужикової, Н. М. Чепурної . — Черкаси: видавець Чабаненко Ю., 2015. — 248с.
- Чепурна, Н. М. Запровадження європейських цінностей у навчальних закладах Черкащини / Н. М. Чепурна // Нова доба . — 2016. — № 12 (24 берез.) С.1-4.
- Чепурна, Н. М. Сучасні аспекти організації післядипломної освіти в контексті викликів сьогодення / Н. М. Чепурна // Матеріали VI Міжнародного фестивалю педагогічних інновацій 19-20 вересня 2014 року/ [упоряд. Г. А. Назаренко ] . — Черкаси: ЧОІПОПП, 2014. — С. 107—109.
- Виховна система школи у контексті викликів часу (розвиток ідей О. Захаренка сучасними педагогами): посібник /Н. М. Чепурна, О. В. Крутенко . — Черкаси: видавець Чабаненко Ю.А, 2015 . — 223 с.
- З Україною в серці: збірка метод. матеріалів / Н. М. Чепурна [керівник проекту] . — Черкаси: Редакційно-видавничий відділ КЗ «ЧОІПОППЧОР», 2016 . — 114 с.
- Чепурна, Н. М. Виховання учнів як громадян-патріотів України в контексті педагогічної спадщини О. А. Захаренка / Н. М. Чепурна // Матеріали Всеукр. наук.-практ. конф. «Патріотизм — нагальна потреба України й українців» (в контексті педагогічної спадщини О. А. Захаренка), (Черкаси, 19 травня 2015 р.) . − Черкаси: Редакційно-видавничий відділ КЗ «ЧОІПОППЧОР», 2015. − С. 132−135.
- Шикувалися воїни світла. Оповідь про героїв: книга-проект / Н. М. Чепурна [керівник проекту] . — Черкаси: видавець Чабаненко Ю.А, 2016. — 102 с.

## Нагороди
Наталія Чепурна нагороджена багатьма відзнаками та нагородами:
- нагрудний знак МОН України «Відмінник освіти» (1992)
- почесна грамота Міністерства освіти і науки України (2002)
- Заслужений працівник освіти України (2004)
- нагрудний знак «Василь Сухомлинський» (2007)
- нагрудний знак «Петро Могила» Міністерства освіти і науки України (2009)
- орден «Освітянська слава» (2012)
- почесна грамота Черкаської обласної ради (2015)
- ювілейна медаль «200 років з Дня народження Шевченка» (2016)
- ювілейна медаль «25 років незалежності України» (2016)
- орден «Берегиня України»[1] (2017)
- відзнака «Гордість Черкащини» (2019)[2]
- грамоти Міністерства освіти і науки України
- грамоти управління (департаменту) освіти і науки Черкаської обласної держадміністрації